# مولتون تايلور
مولتون تايلور (بالإنجليزية: Molt Taylor)‏ هو مهندس طيران أمريكي من مواليد 29 سبتمبر 1912 ببورتلاند (أوريغون) الأمريكية. اشتهر تايلور بعمله في تطوير وإنتاج واحدة من أولى السيارات الطائرة العملية التي أطلق عليها اسم تايلور أيروكار.

## حياته ومسيرته الدراسية والمهنية
ولد مولتون تايلور في مدينة بورتلاند الواقعة شمال ولاية أوريغون. بعد إكماله لدراساته الأولية إنتقل لدراسة الهندسة في جامعة واشنطن. مباشرة بعد التخرج، تم قبوله في البحرية الأمريكية كطيار خلال الحرب العالمية الثانية، حيث قضى معظم فترة الحرب في المساهمة ببرنامج صواريخ غورغون التابع للبحرية، والذي حصل من خلاله على الاستحقاق الأمريكي.
بعد انتهاء الحرب بوقت قصير، قام تايلور بتصميم أول سيارة طائرة له، وهي الأيروكار، كما أسس شركة أيروكار الدولية في لونغفيو (واشنطن) لتطوير وصناعة الطائرة وكذا تسويقها. لكن المشروع لم يصل مرتبة الإنتاج الضخم الحقيقي كما كان يتوقع، فتم في النهاية بناء ست منها فقط.
على الرغم من أن تايلور استمر في تعزيز استمرارية السيارة الطائرة لبقية حياته، فقد صمم أيضا عددا من نماذج الطائرات الأكثر تقليدية بشكل طفيف لسوق الطائرات المحلية الصنع، بما في ذلك البرمائية تايلور كوت وعائلة الطائرات الخفيفة أيروكار إي إم بي.
في مقال له في سنة 1979 حول مستقبل الطيران لما بعد سنة 2000، تنبأ تايلور بشكل خاطئ بالاستخدام الواسع النطاق للسيارات الطائرة والمراوح الخلفية، لكنه تنبأ بدقة ضمن ذات المقال بالاستخدام المشترك لمواد الكربون في الساريات الخفيفة الوزن والأجنحة.

## الجوائز والتكريمات
حصل تايلور بحلول سنة 1960 من معهد فرانكلين على ميدالية إدوارد لونجستريت. قبل ستة أيام من وفاته، ضم تايلور أخيرا لجمعية الطائرات التجريبية (EAA) ضمن منزلة لوحة الشرف.
يعرف مطار جنوب غرب واشنطن الاقليمي أيضا باسم «مطار مولت تايلور فيلد» تخليدا لاسمه.

## روابط خارجية
- مقال حول مولتون تايلور يعود تاريخه إلى سنة 1990 من صحيفة سياتل تايمز